# Aeroportul Kaniama, Kaniama
Aeroportul Kaniama, Kaniama (IATA: KNM, ICAO: FZTK) este un aeroport din Katanga⁠(d), Republica Democratică Congo.
Situat la o altitudine de 845 m, aeroportul dispune de o singură pistă.